# Georges Chaudron

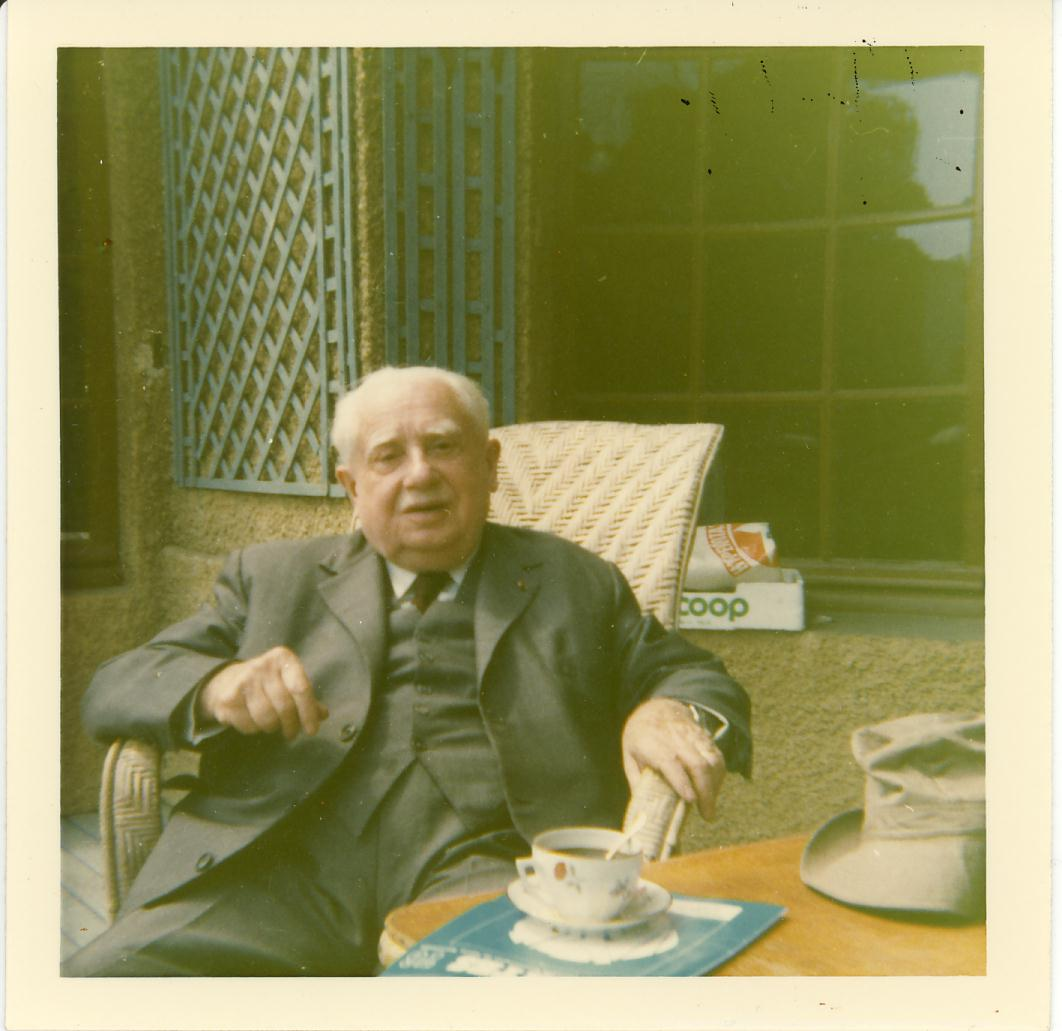
Georges Chaudron 1973

Georges Léon Chaudron (* 29. April 1891 in Fontenay-sous-Bois; † 14. März 1976 in Paris) war ein französischer Chemiker, der eine führende Stellung in der Metallurgie in Frankreich hatte.

## Leben
Chaudron studierte 1909 bis 1913 Chemie an der Faculté des Sciences in Paris, war 1914–1919 als Artillerie Leutnant im Ersten Weltkrieg und promovierte danach 1921 an der Sorbonne bei Henry Le Chatelier (Étude des réactions réversibles de l’hydrogène et de l’oxyde de carbone sur les oxydes métalliques). Danach war er stellvertretender Direktor am Labor für anorganische Chemie (chimie minérale) am Collège de France und 1923 bis 1928 Leiter der Metallurgie an der École des Mines in Paris, bevor er als Nachfolger von Paul Pascal Professor für angewandte Chemie (chimie industrielle) an der Faculté des Sciences (die spätere Universität Lille) in Lille wurde, wo er 1928 bis 1938 das Institut für angewandte Chemie (ab 1953 die École nationale supérieure de chimie de Lille, ENSC de Lille) leitete. Dort richtete er auch Institute für Agrarchemie und Kohlechemie ein. 1939 bis 1969 war er an der Faculté des Sciences in Paris (zuerst als Maitre des conferences und erst danach als Professor für analytische Chemie und ab 1948 für angewandte Chemie) und 1950 bis 1962 Direktor an der École nationale supérieure de chimie de Paris (ENSCP). 1939 bis 1962 leitete er das zentrale Chemie-Labor des Vorläufers der CNRS in Vitry-sur-Seine (ab 1953 Centre d’études de chimie métallurgique, CECM).
1969 erhielt er die Goldmedaille des CNRS. 1954 wurde er Mitglied der Académie des sciences, deren Präsident er 1971 war und deren Prix Houzeau er 1934, deren Prix La Caze 1940 und deren Prix Schützenberger er 1951 erhielt. Er erhielt das Croix de Guerre, wurde 1935 Ritter, 1935 Offizier und 1962 Kommandeur der Ehrenlegion und 1957 Kommandeur der Palmes académiques. 1957 erhielt er die Osmond Medaille und 1969 die Medaille Chevenard der Société française de métallurgie (SFM), die er 1944 mit gründete und deren Präsident er 1950 war, und 1957 die Goldmedaille der Association technique de la fonderie. Er war mehrfacher Ehrendoktor (Freie Universität Brüssel, Ferrara, Gent). Er erhielt 1950 die Goldmedaille Luigi Losana der italienischen Gesellschaft für Metallurgie und 1959 die Platinmedaille des Institute of Metals in London, in dessen Rat er 1958 bis 1968 war. Er war Mitglied der königlichen Gesellschaft der Wissenschaften in Lüttich, der Päpstlichen Akademie der Wissenschaften und der Kungliga Vetenskaps- och Vitterhetssamhället i Göteborg. 1959 war er Vizepräsident der Union internationale de chimie pure et appliquée (UICPA). Chaudron war im Rat des Commissariat à l’énergie atomique und mehrfach Vorsitzender der Kommission für mineralische Chemie des CNRS. 1953/54 war er Präsident der französischen chemischen Gesellschaft und ab 1961 deren Ehrenpräsident.
Er befasste sich mit der Korrosion von Metallen und war 1960 Gründer und erster Direktor des Centre français d’étude de la corrosion (CEFRACOR). Er war zeitweise Präsident des Institut de recherche de la sidérurgie (IRSID).
Er war seit 1923 mit der Chemieingenieurin Geneviève Louise Marie Caby verheiratet und hatte sechs Kinder.

## Schriften
- als Herausgeber: Monographies sur les métaux de haute pureté, 3 Bände, Masson, Paris, 1972 (Band 1), 1977 (Band 2,3)
- als Herausgeber Les hautes températures et leurs utilisations en physique et en chimie, 2 Bände, Masson, Paris, 1973 (Band 1: Réalisation des hautes températures, Band 2: Mesures physiques à hautes températures)

## Quelle
- Ausführliche Biographie im Blog France Metallurgie (Memento vom 6. Januar 2014 im Internet Archive)